# Auribeau-sur-Siagne
Auribeau-sur-Siagne ist eine südfranzösische Gemeinde im Département Alpes-Maritimes in der Region Provence-Alpes-Côte d’Azur. Sie gehört zum Arrondissement Grasse und zum Kanton Mandelieu-la-Napoule. Die Bewohner nennen sich die Auribellois.

## Geographie
Im Südwesten bildet der Fluss Siagne die Gemeinde- und Départementsgrenze. Die angrenzenden Gemeinden sind
- Grasse im Norden,
- Pégomas im Osten und Süden,
- Tanneron (Département Var) im Südwesten,
- Peymeinade im Westen.

## Bevölkerungsentwicklung
| Jahr      | 1962 | 1968 | 1975 | 1982 | 1990 | 1999 | 2008 | 2012 |
| --------- | ---- | ---- | ---- | ---- | ---- | ---- | ---- | ---- |
| Einwohner | 651  | 767  | 950  | 1154 | 2072 | 2612 | 2847 | 3049 |

## Sehenswürdigkeiten
- Kirche St-Antoine (Ausstattungsteile als Monuments historiques geschützt)
- Kirche Notre-Dame

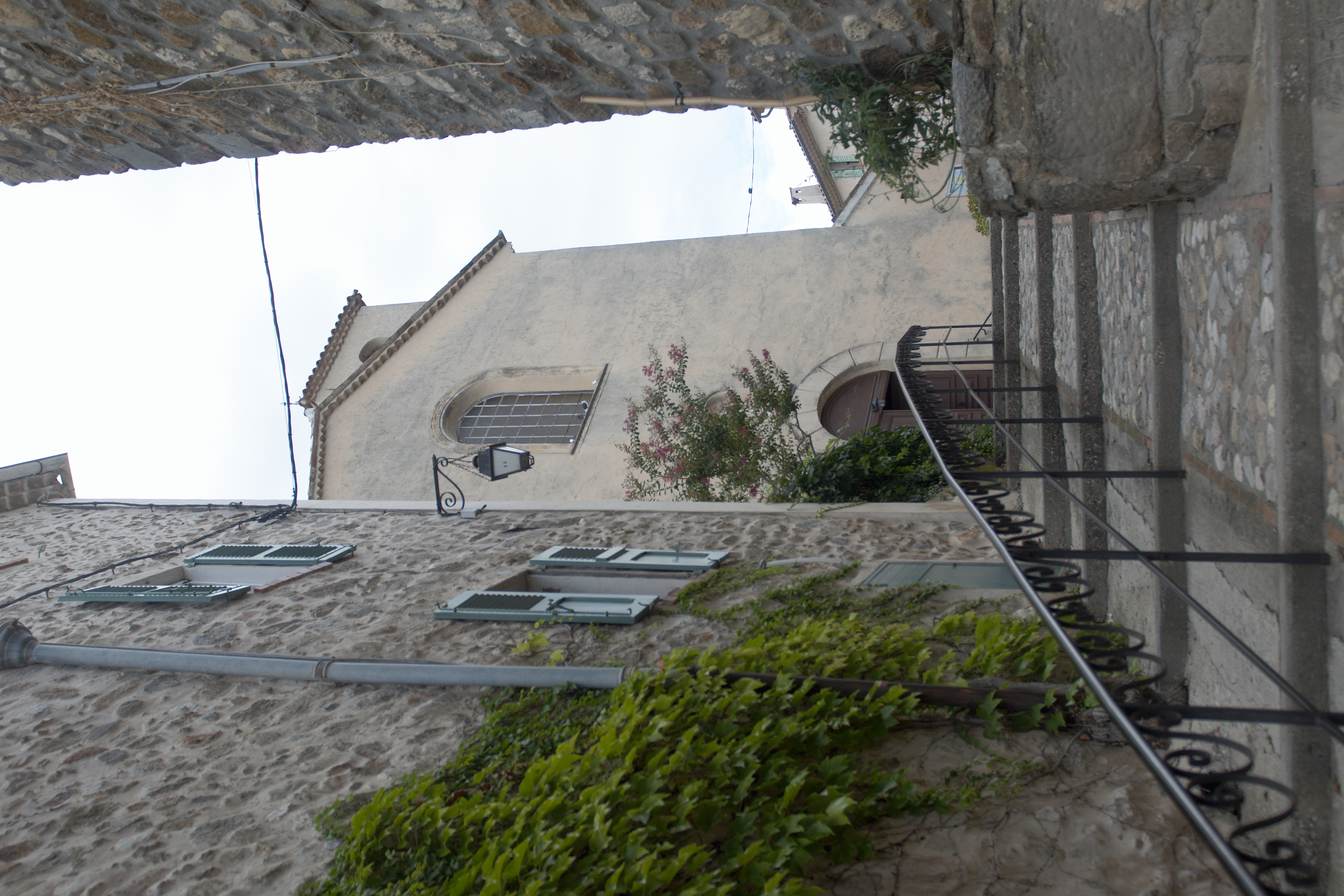
Kirche von Auribeau-sur-Siagne
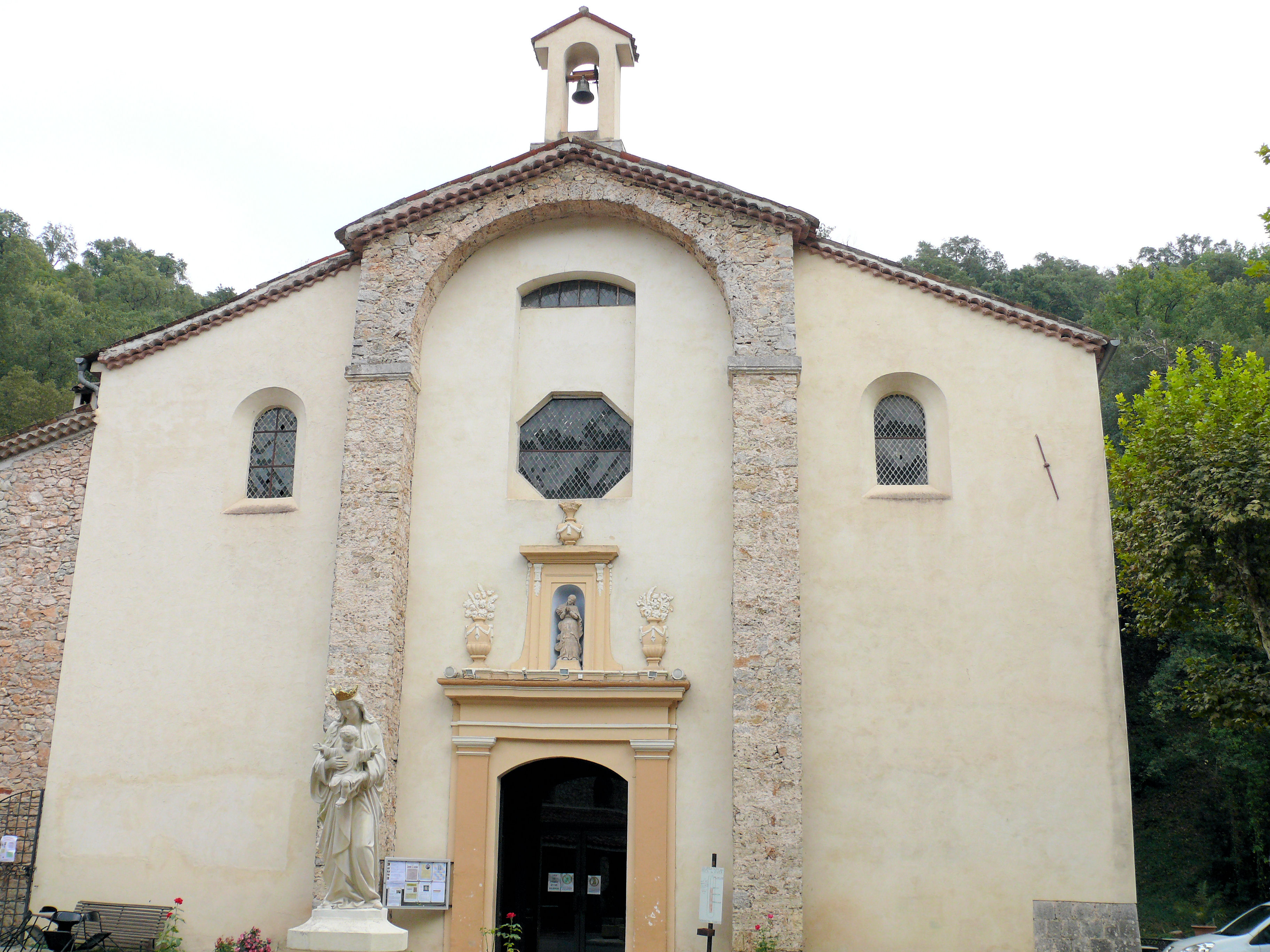
Notre-Dame-de-Valcluse
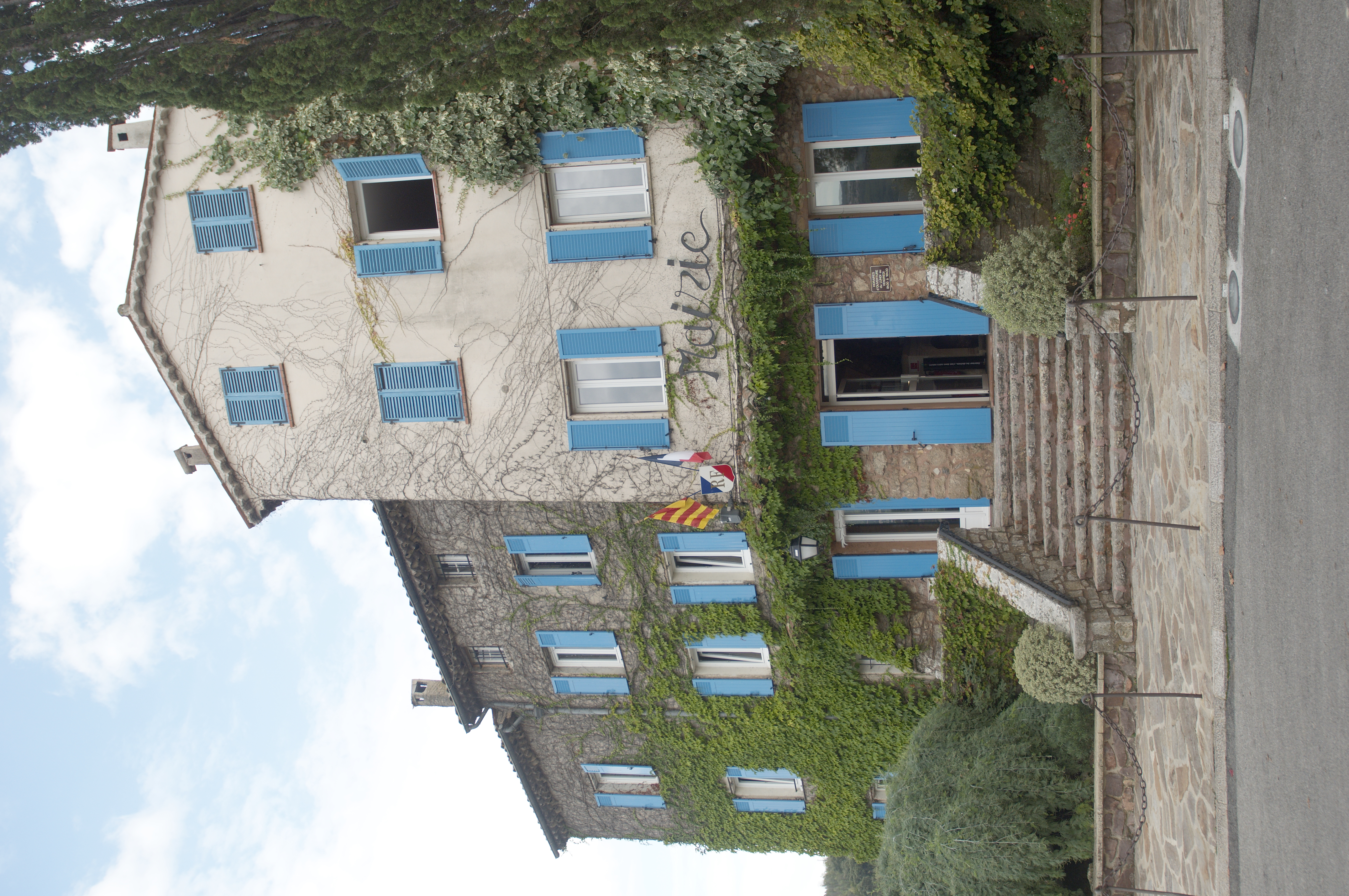
Rathaus (Mairie)

## Persönlichkeiten
- Wolf Reuther (1917–2004), Maler, Graphiker und Autor deutscher Herkunft
- Peter Cecil Wilson (1913–1984), Kunsthändler englischer Herkunft